# Ocampo, Chihuahua
Ocampo là một đô thị thuộc bang Chihuahua, México. Năm 2005, dân số của đô thị này là 6298 người.